# Obfitość
Obfitość (ang. Plenty) – brytyjsko-amerykański dramat psychologiczny z 1985 roku w reżyserii Freda Schepisiego, zrealizowany według sztuki Davida Hare’a o tym samym tytule.

## Fabuła
Bohaterką jest Susan Traherne, kiedyś, w czasie wojny, Brytyjka działająca we francuskim ruchu oporu. Teraz, w realiach powojennych, bohaterka odczuwa silny dysonans między tym, co kiedyś wydawało się jej ważne, a codziennością i obecnym życiem. Niegdysiejsze ideały przegrywają z powojennym dobrobytem i hipokryzją. Próba ratowania się poprzez małżeństwo odnosi odwrotny skutek i wpędza ją tylko w szaleństwo.

## Obsada
- Meryl Streep jako Susan Traherne
- Charles Dance jako Raymond Brock
- Tracey Ullman jako Alice Park
- John Gielgud jako sir Leonard Darwin
- Sting jako Mick
- Ian McKellen jako sir Andrew Charleson
- Sam Neill jako Lazar
- Burt Kwouk jako pan Aung